# Coupling
Coupling é uma  britcom escrita por Steven Moffat e produzida pela Hartswood Films para a BBC, tendo sido transmitida pela primeira vez na BBC2 em Maio de 2000. É considerada pela crítica como a versão britânica de Friends.

## Personagens e actores
- Steve Taylor – Jack Davenport
- Jane Christie – Gina Bellman
- Susan Walker – Sarah Alexander
- Sally Harper – Kate Isitt
- Patrick Maitland – Ben Miles
- Jeff Murdoch – Richard Coyle (Temporadas 1-3)
- Oliver Morris – Richard Mylan (Temporada 4)